# 알

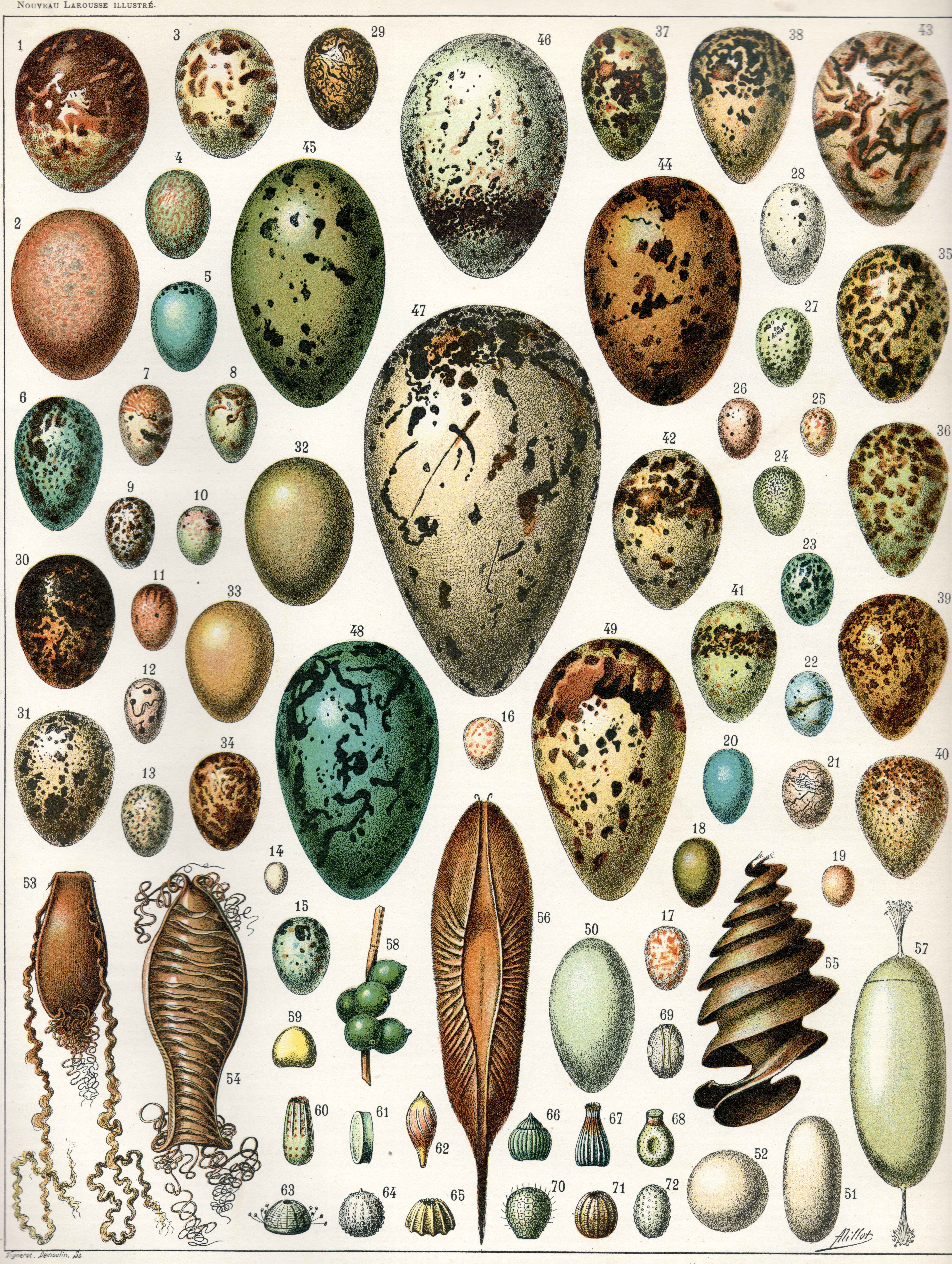
조류, 파충류, 어류, 곤충 등의 알.

알은 대부분의 조류와 파충류, 어류 그리고 양서류에서, 난자의 수정으로 발생된 접합체이다. 태아를 기르고 보호한다. 난생 동물은 어미 몸 안에서 조금이나 전혀 발육되지 않은 알을 낳는 동물이다. 특히 조류의 알을 연구하거나 수집에 관한 학문을 특히 조란학(鳥卵學)이라고 부른다.
파충류의 알 및 새알과 물에 둥지를 트는 단공류 알은 내용물을 보호하기 위해 단단하거나 물컹한 알껍질에 싸여 있다.
무게가 1.5kg인 타조 알은 현재 알려진 멸종된 “융조”를 통하여 가장 큰 실존하는 하나의 셀을 포함하고 있고, 어떤 공룡은 더 큰 알을 가지고 있다. 벌새는 가장 작은 0.5g인 새알을 낳는다. 어떤 파충류와 대부분 물고기가 낳은 알도 작고, 곤충과 다른 무척추동물의 알은 더욱 더 작다.

## 물고기알

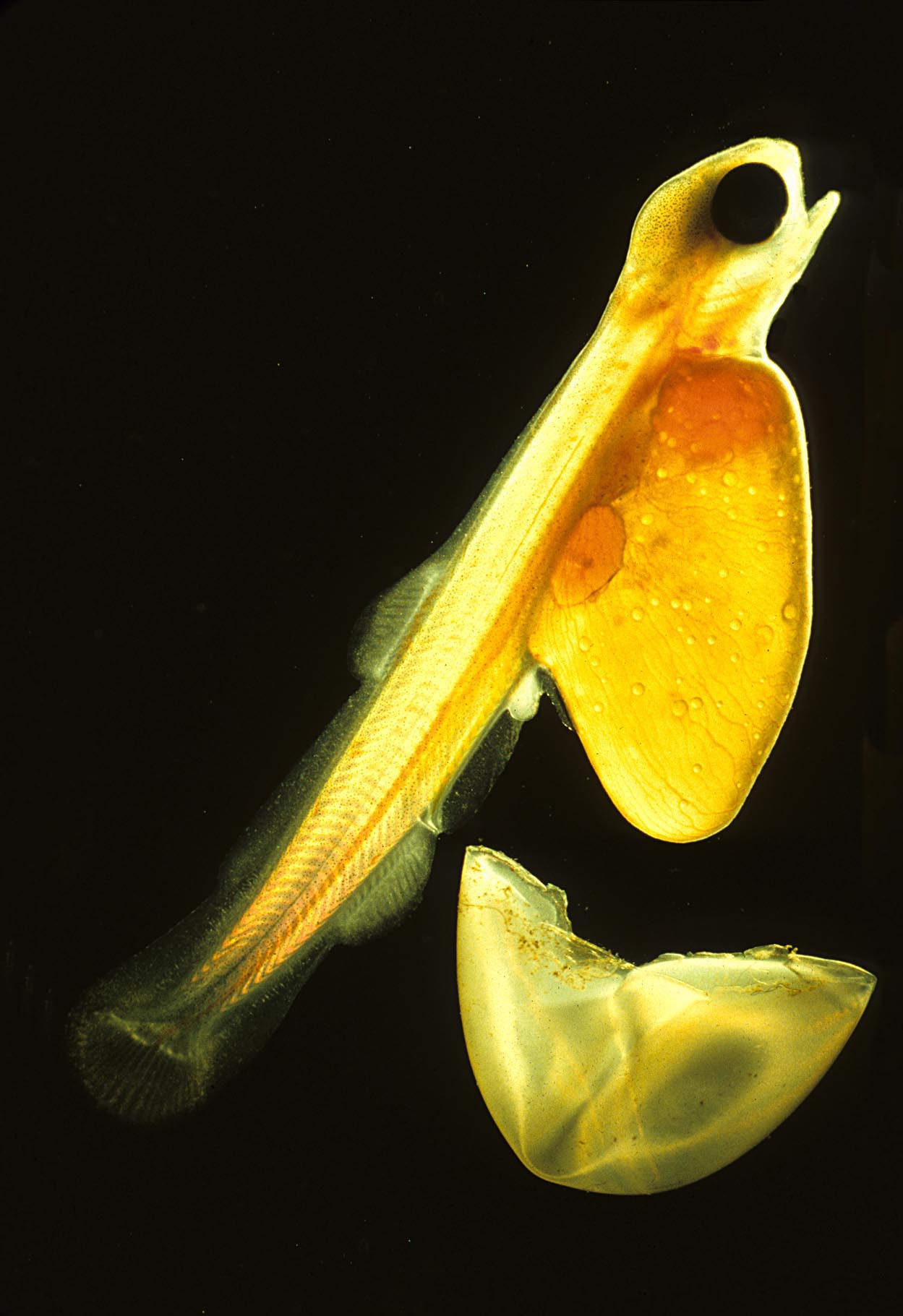
부화한 연어 새끼 - 유생 (幼生)은 노란자위 잔여물과 흰자위 잔여물 주위에서 성장되며, 투명한 알은 버려진다.

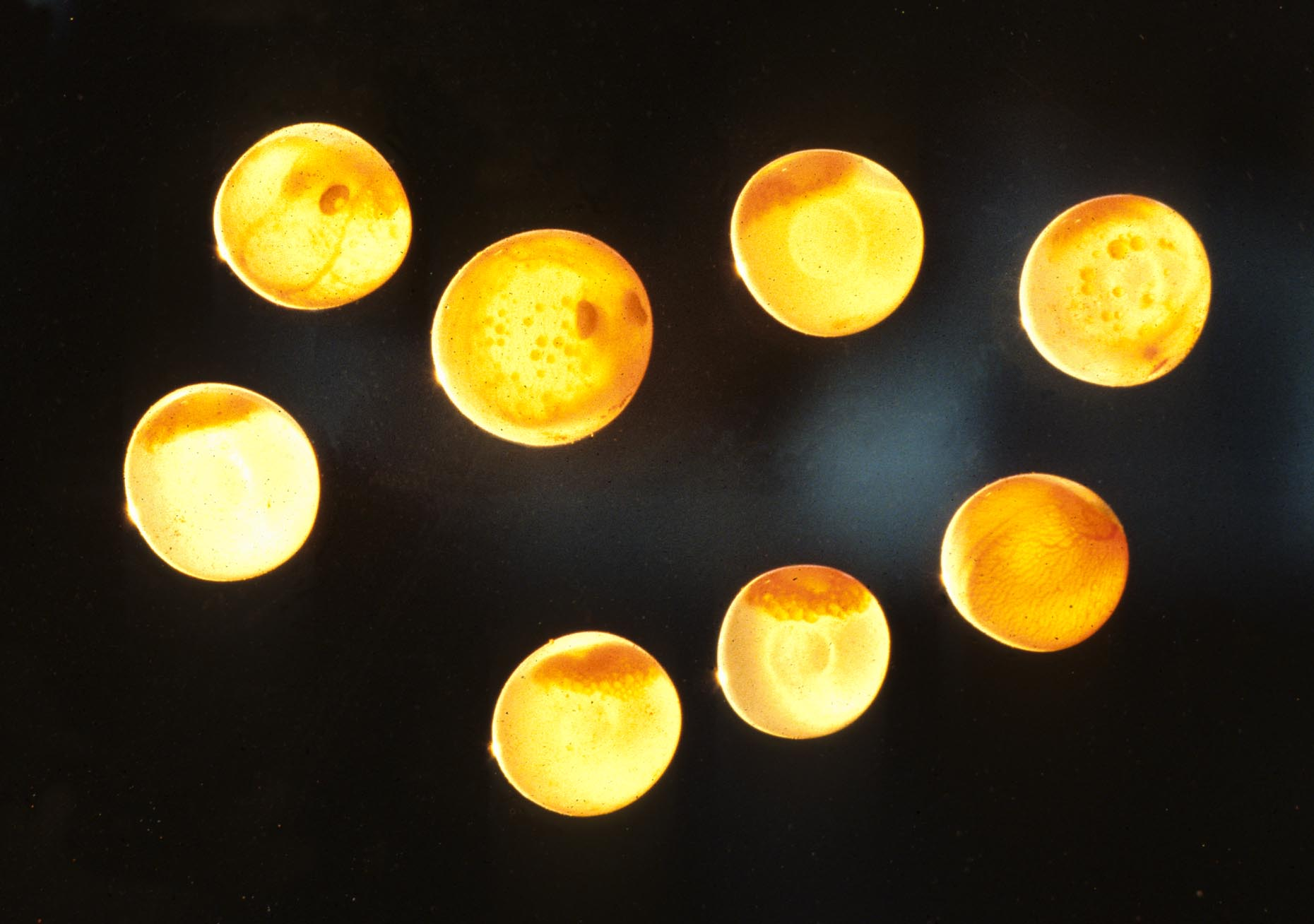
다른 단계로 발육된 연어알. 노른자위에서 소수의 세포만 발육돼서, 오른쪽 아래에 혈관은 노란자위 주변에 있고 왼쪽 위에 검은 눈은 볼 수 있다.

물고기의 가장 일반적인 생식방법은 난생으로 알려져 있다. 암컷이 낳은 수정되지 않은 알을 수컷이 체외 수정한다. 일반적으로 많은 수의 알은 한번에 낳고 (성장한 암컷 대구는 4 ~ 6백만 개의 알을 한번에 낳음) 그러면 생선 알은 부모 보호없이 발육하도록 남겨진다. 알에서 부화하여 유생이 되었을 때, 가끔 노란자위의 잔여물을 난황낭에 포함되어 있어서 헤엄치는 방법을 배우는 며칠 동안 유생에게 영양분 공급을 유지한다.
어떤 물고기 중에서, 특히 가오리와 대부분의 상어 그리고 망성어는 알이 내부에서 수정과 발육이 되어 새끼를 낳는 난태생을 사용한다. 그러나 유생은 어미로부터 어떤 직접적인 영양분 공급없이 알의 노른자위를 소모하면서 여전히 알속에서 발육한다. 그러면 어미는 상대적으로 성숙한 새끼를 낳게한다. 예시로, 육체적으로 가장 발육된 새끼는 여전히 어미의 몸에 있는 동안에 많은 영양분 섭취를 위해서 더 작은 새끼를 먹어치울 것이다. 이것은 자궁 카니발리즘으로 알려져 있다.
더 드물게, 귀상어와 리프상어같은 어떤 물고기는, 알이 내부에서 수정되고 발육되지만, 어미가 영양분을 직접 공급하기도 한다.

## 그 밖의 알

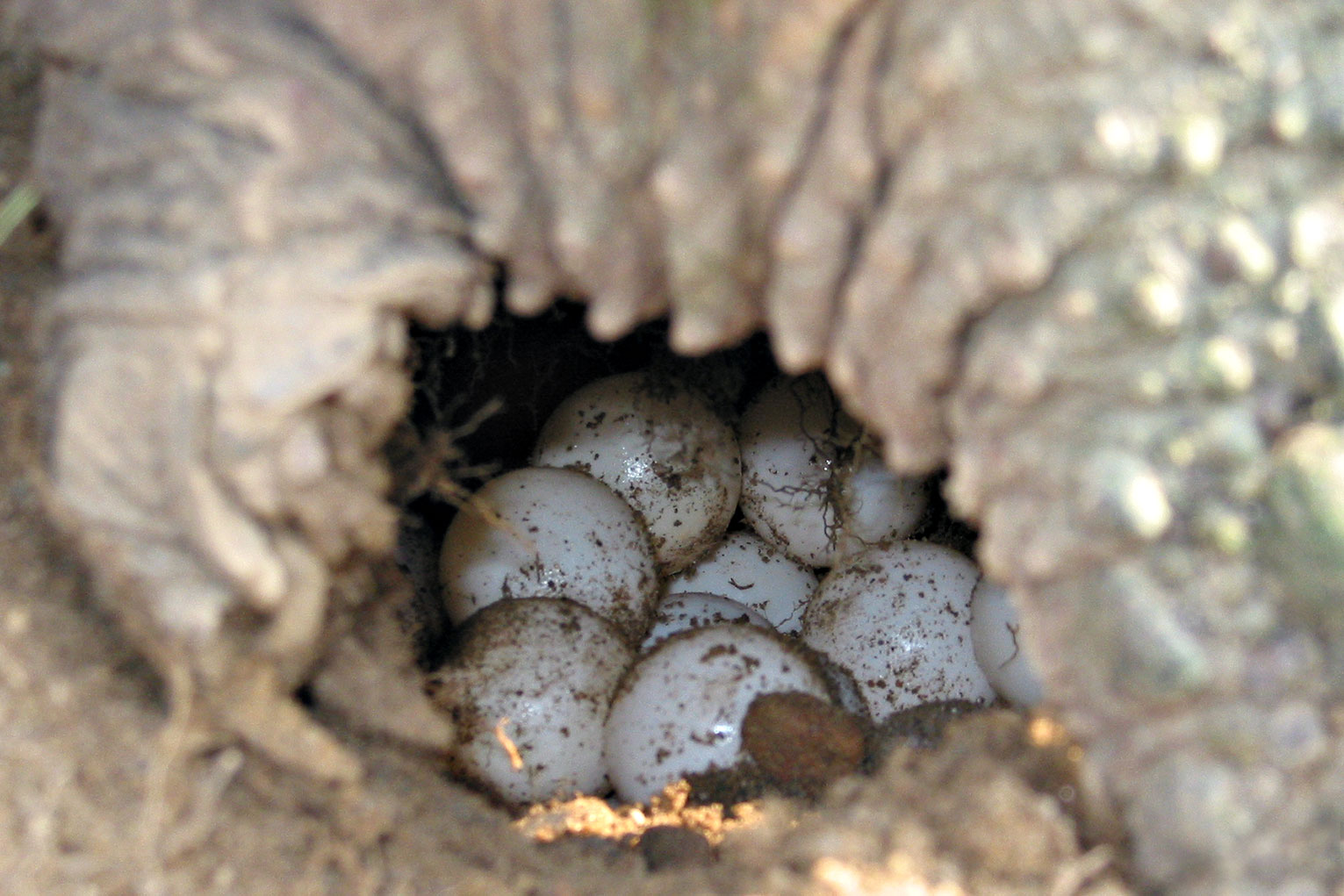
암컷 무는거북(Chelydra serpentina)이 판 둥지의 거북알.

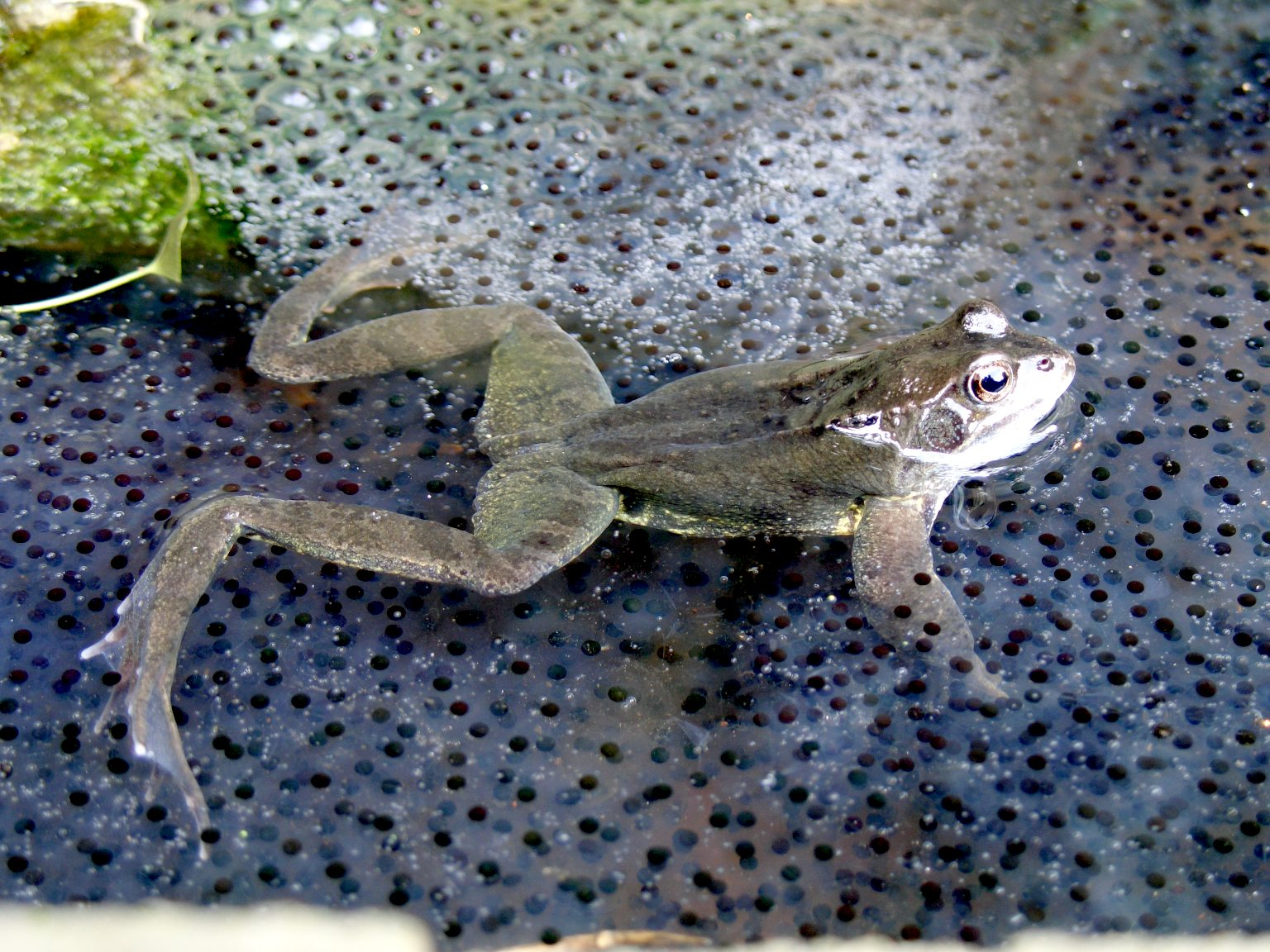
개구리알 위의 개구리.

파충류알은 종종 탄력있고 초기에 흰색이다. 가끔 발육된 태아의 성별은 주변의 온도로 판별한다. 즉, 차가운 온도를 선호하는 것이 수컷이다. 모든 파충류가 알을 낳는 것은 아니다; 어떤 종은 태생이다.
양서류알은 젤리 같고 체외수정한다. 또한 알껍질이 없어서 해안 거품우리 청개구리(Chiromantis xerampelina)는 알을 물이나 보호거품에 낳을 필요가 있다.
멸종되지 않은 종에서, 포유동물알은 오스트렐리안 단공류에 의해서만 낳는다; 오리너구리와 바늘두더지(가시개미핥기)의 두 가지 속만 있다.

## 참고 문헌
- 내피어 대학교, 생명과학 학교의 마린 생물학 노트.
- (영어) 내셔널지오그래픽: 반점은 새알을 강하게 만듦, 연구 발견 존 피크렐 (John Pickrell), 내셔널 지오그래픽 뉴스, 2005년 10월 11일
- 앤드루 고슬러 (Andrew Gosler), 브리티시 버드의 "알을 장식하는 더 많은 방법", 볼륨 99 넘버 7, 2006년 7월

## 같이 보기
- 달걀
- 달걀 노른자
- 달걀 흰자
- 조가비